# Elizabeth May McClintock
Elizabeth May McClintock (1912, Los Ángeles, California, Estados Unidos - 2004) fue una botánica estadounidense que creció cerca de la Sierra de San Jacinto. Obtuvo una Licenciatura y una Maestría de la Universidad de California en Los Ángeles y un doctorado en botánica de la Universidad de Míchigan. Se especializó en la taxonomía y la distribución de las fanerógamas, y se centró en las plantas nativas de California.
Documentó las plantas invasoras en California, y recopiló información sobre la toxicidad de las plantas venenosas que se cultivan en el Estado.

## Empleo
Fue una botánica del herbario de UCLA desde 1941 hasta 1947. Desde 1949 hasta su jubilación en 1977, fue una curadora en el Departamento de Botánica de la Academia de Ciencias de California. También una Asociada en el Herbario de la Universidad de California, Berkeley y un colaborador en el proyecto de The Jepson Manual.
Luchó con éxito contra la propuesta de la Autopista Panhandle, además de la autopista central en San Francisco en 1960 y defendió la rara tanaceto duna. En 2004, murió pacíficamente en la Casa Hanna en Santa Rosa, California a la edad de 92.
- La abreviatura «E.M.McClint.» se emplea para indicar a Elizabeth May McClintock como autoridad en la descripción y clasificación científica de los vegetales.[1]